# Območna liga 1984-1985
L'edizione 1984-1985 della Območna liga vide le promozioni di Domžale e Aluminij.
Si trattava della seconda serie slovena (la quarta nella piramide calcistica jugoslava). Območna liga significa letteralmente "lega regionale", ma in realtà si trattava più propriamente di una lega interregionale, essendo suddivisa in due soli gironi (Slovenia occidentale e orientale), mentre le regioni statistiche della Slovenia sono dodici.

## Girone ovest
|                | Pos. | Squadra       | Pt | G  | V  | N  | P  | GF | GS | DR  |
| -------------- | ---- | ------------- | -- | -- | -- | -- | -- | -- | -- | --- |
|                | 1.   | Domžale       | 32 | 22 | 14 | 4  | 4  | 46 | 21 | +25 |
|                | 2.   | ŽNK Lubiana   | 30 | 22 | 12 | 6  | 4  | 41 | 13 | +28 |
|                | 3.   | Stol Kamnik   | 30 | 22 | 10 | 10 | 2  | 40 | 20 | +20 |
|                | 4.   | Medvode       | 23 | 22 | 7  | 9  | 6  | 36 | 34 | +2  |
|                | 5.   | Elan          | 23 | 22 | 10 | 3  | 9  | 29 | 30 | -1  |
|                | 6.   | Piran         | 22 | 22 | 9  | 4  | 9  | 22 | 27 | -5  |
|                | 7.   | Primorje      | 19 | 22 | 5  | 9  | 8  | 27 | 34 | -7  |
|                | 8.   | Šoštanj       | 19 | 22 | 7  | 5  | 10 | 25 | 37 | -12 |
|                | 9.   | Jadran Dekani | 18 | 22 | 6  | 6  | 10 | 24 | 32 | -8  |
|                | 10.  | Naklo         | 17 | 22 | 6  | 5  | 11 | 27 | 38 | -11 |
|                | 11.  | Tabor Sežana  | 16 | 22 | 5  | 6  | 11 | 21 | 41 | -20 |
|                | 12.  | Jesenice      | 15 | 22 | 4  | 7  | 11 | 23 | 37 | -14 |
| Fonte: dlib.si |      |               |    |    |    |    |    |    |    |     |

Legenda:
      Promosso in Slovenska republiška liga 1985-1986.
      Retrocesso nella divisione inferiore.
Note:
Due punti a vittoria, uno a pareggio, zero a sconfitta.

## Girone est
|                | Pos. | Squadra                 | Pt | G  | V  | N | P  | GF | GS | DR  |
| -------------- | ---- | ----------------------- | -- | -- | -- | - | -- | -- | -- | --- |
|                | 1.   | Elkroj Mozirje          | 33 | 22 | 14 | 5 | 3  | 50 | 30 | +20 |
|                | 2.   | Aluminij                | 31 | 22 | 14 | 3 | 5  | 41 | 30 | +11 |
|                | 3.   | Steklar                 | 29 | 22 | 14 | 1 | 7  | 44 | 20 | +24 |
|                | 4.   | Nafta                   | 24 | 22 | 10 | 4 | 8  | 44 | 30 | +14 |
|                | 5.   | Limbuš Pekre            | 21 | 22 | 7  | 7 | 8  | 29 | 28 | +1  |
|                | 6.   | Dravinja                | 20 | 22 | 7  | 6 | 9  | 33 | 38 | -5  |
|                | 7.   | Zagorje                 | 19 | 22 | 7  | 5 | 10 | 28 | 35 | -7  |
|                | 8.   | Fužinar                 | 19 | 22 | 7  | 5 | 10 | 31 | 50 | -19 |
|                | 9.   | Partizan Slovenj Gradec | 18 | 22 | 6  | 6 | 10 | 27 | 30 | -3  |
|                | 10.  | Dravograd               | 18 | 22 | 7  | 4 | 10 | 26 | 33 | -7  |
|                | 11.  | Drava Ptuj              | 17 | 22 | 7  | 3 | 12 | 30 | 38 | -8  |
|                | 12.  | Pobrežje                | 16 | 22 | 6  | 4 | 12 | 19 | 31 | -12 |
| Fonte: dlib.si |      |                         |    |    |    |   |    |    |    |     |

Legenda:
      Promosso in Slovenska republiška liga 1985-1986.
      Retrocesso nella divisione inferiore.
Note:
Due punti a vittoria, uno a pareggio, zero a sconfitta.
Nota: si tratta della classifica al termine dell'ultima giornata, che vedeva promosso l'Elkroj, prima delle sentenze della giustizia sportiva che riscrissero la classifica a tavolino (per il momento non è stata reperita la classifica definitiva). Il periodico sloveno Tednik, nel numero del 3 luglio 1985, annunciò la promozione dell'Aluminij al posto dell'Elkroj in quanto la federcalcio slovena aveva accolto un ricorso dell'Ojstrica di Dravograd relativo all'incontro con l'Elkroj vinto da quest'ultimo per 2-0, assegnando all'Elkroj la sconfitta a tavolino per 3-0 per la posizione irregolare di Mišetič. Lo stesso periodico non escludeva la possibilità che la federazione, in seguito a ulteriori indagini, potesse infliggere all'Elkroj ulteriori penalità in termini di sconfitte a tavolino in altri incontri. Purtroppo il periodico Delo del 24 febbraio 1986, nella sua rubrica relativa all'almanacco dello sport jugoslavo e sloveno della stagione 1984-85, pubblicò la classifica "sul campo" e non quella definitiva.